# Física dels acceleradors
La física de l'accelerador és una branca de la física aplicada que es dedica a dissenyar, construir i operar acceleradors de partícules. Com a tal, es pot descriure com l'estudi del moviment, la manipulació i l'observació de feixos de partícules carregades relativistes i la seva interacció amb estructures acceleradores mitjançant camps electromagnètics.
També està relacionat amb altres camps:
- Enginyeria de microones (per a estructures d'acceleració/deflexió en el rang de radiofreqüències).
- Òptica amb èmfasi en l'òptica geomètrica (enfocament i flexió del feix) i la física làser (interacció làser-partícula).
- Tecnologia informàtica amb èmfasi en el processament digital del senyal; per exemple, per a la manipulació automatitzada del feix de partícules.
- Física del plasma, per a la descripció de feixos intensos.[2]

Els experiments realitzats amb acceleradors de partícules no es consideren part de la física dels acceleradors, sinó que pertanyen (segons els objectius dels experiments) a, per exemple, la física de partícules, la física nuclear, la física de la matèria condensada o la física dels materials. Els tipus d'experiments realitzats en una instal·lació d'accelerador particular estan determinats per les característiques del feix de partícules generat, com ara l'energia mitjana, el tipus de partícula, la intensitat i les dimensions.

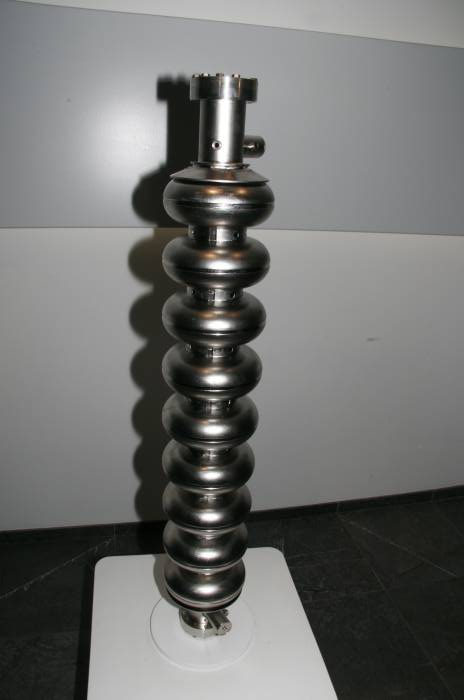
Cavitat de niobi superconductor per a l'acceleració de partícules ultrarelativistes del projecte TESLA

## Acceleració i interacció de partícules amb estructures de RF
Tot i que és possible accelerar partícules carregades mitjançant camps electroestàtics, com en un multiplicador de tensió de Cockcroft-Walton, aquest mètode té límits donats per una ruptura elèctrica a alts voltatges. A més, com que els camps electroestàtics són conservatius, la tensió màxima limita l'energia cinètica aplicable a les partícules.
Per evitar aquest problema, els acceleradors de partícules lineals funcionen amb camps variables en el temps. Per controlar aquests camps mitjançant estructures macroscòpiques buides per les quals passen les partícules (restriccions de longitud d'ona), la freqüència d'aquests camps d'acceleració es troba a la regió de radiofreqüència de l'espectre electromagnètic.
L'espai al voltant d'un feix de partícules s'evacua per evitar la dispersió d'àtoms de gas, el que requereix que estigui tancat en una cambra de buit (o tub de feix ). A causa dels forts camps electromagnètics que segueixen el feix, és possible que interaccioni amb qualsevol impedància elèctrica a les parets de la canonada del feix. Això pot tenir la forma d'una impedància resistiva (és a dir, la resistivitat finita del material del tub del feix) o una impedància inductiva/capacitiva (a causa dels canvis geomètrics en la secció transversal del tub del feix).
Aquestes impedàncies induiran camps d'estela (una forta deformació del camp electromagnètic del feix) que poden interactuar

## Dinàmica del feix
A causa de l'alta velocitat de les partícules i la força de Lorentz resultant per als camps magnètics, els ajustos de la direcció del feix estan controlats principalment per camps magnetoestàtics que desvien les partícules. En la majoria dels conceptes d'accelerador (excloent estructures compactes com el ciclotró o el betatró), aquests s'apliquen mitjançant electroimants dedicats amb diferents propietats i funcions. Un pas important en el desenvolupament d'aquest tipus d'acceleradors va ser la comprensió de l'enfocament fort. Els imants dipols s'utilitzen per guiar el feix a través de l'estructura, mentre que els imants quadrupols s'utilitzen per a l'enfocament del feix i els imants sextupols s'utilitzen per corregir els efectes de dispersió.
Una partícula a la trajectòria de disseny exacta (o òrbita de disseny) de l'accelerador només experimenta components del camp dipolar, mentre que les partícules amb desviació de posició transversal {\displaystyle x(s)} es tornen a enfocar a l'òrbita de disseny. Per als càlculs preliminars, descuidant tots els components dels camps superiors al quadripolar, una equació diferencial de Hill no homogènica
{\displaystyle {\frac {d^{2}}{ds^{2}}}\,x(s)+k(s)\,x(s)={\frac {1}{\rho }}\,{\frac {\Delta p}{p}}}
es pot utilitzar com a aproximació, amb
una força d'enfocament no constant {\displaystyle k(s)}, incloent efectes d'enfocament fort i febles
la desviació relativa de l'impuls del feix de disseny {\displaystyle \Delta p/p}
el radi de curvatura de la trajectòria {\displaystyle \rho }, i
la longitud del camí de disseny {\displaystyle s} ,
identificant així el sistema com un oscil·lador paramètric. Els paràmetres del feix per a l'accelerador es poden calcular mitjançant l'anàlisi de matriu de transferència de raigs. Per exemple, un camp quadrupolar és anàleg a una lent en òptica geomètrica, amb propietats similars pel que fa a l'enfocament del feix (però obeint el teorema d'Earnshaw).
Les equacions generals del moviment provenen de la mecànica hamiltoniana relativista, en gairebé tots els casos utilitzant l'aproximació paraxial. Fins i tot en els casos de camps magnètics fortament no lineals, i sense l'aproximació paraxial, es pot utilitzar una transformada de Lie per construir un integrador amb un alt grau de precisió.